# Sistemas de numeración en la genealogía

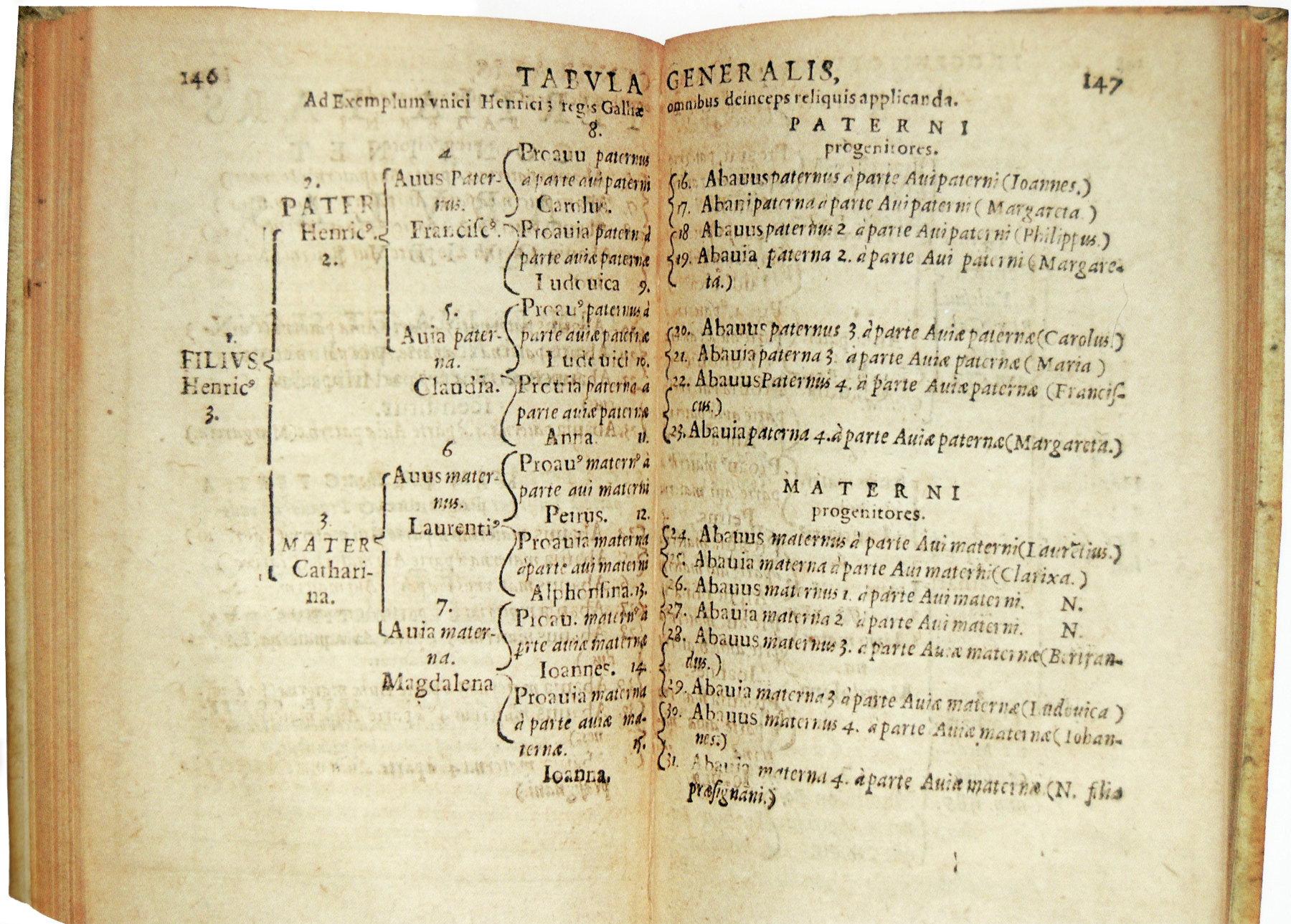
El primer Ahnentafel, publicado por Michaël Eytzinger en Thesaurus principum hac aetate en Europa viventium Cologne: 1590, pp. 146-147, en qué Eytzinger primero ilustra su nueva teoría funcional de numeration de antepasados; esta tabla muestra al Rey Enrique III de Francia como el número 1, de cujus, con sus antepasados en cinco generaciones.

Varios sistemas de numeración genealógica han sido ampliamente adoptados para presentar tablas de pedigrí y árboles genealógicos en formato de texto. Entre los sistemas de numeración más popular quedan los de: Ahnentafel (Método Sosa-Stradonitz), Registro, NGSQ, Henry, d'Aboville, Meurgey de Tupigny, y de Villiers/Pama Sistemas .[cita requerida]

## Sistemas de numeración ascendente

### Ahnentafel
Ahnentafel, también sabido como el Método Eytzinger, Método Sosa, y Método Sosa-Stradonitz, permite la numeración de los antepasados comenzando con un descendiente. Este sistema permite derivar el número de un antepasado sin compilar la lista y permite derivar la relación de un antepasado basado en su número.
El número del padre de una persona es el doble de su número propio, y el número de la madre de una persona es el doble de su propio, más uno. Por ejemplo, si el número de Juan García Pérez es 10, su padre es 20, y su madre es 21.
Los primeros 15 números, identificando individuos en 4 generaciones, serían los siguientes:
```
(Primera Generación)
 1  Descendiente en cuestión

(Segunda generación)
 2  Padre
 3  Madre

(Tercera generación)
 4 el padre del padre
 5 la madre del padre
 6 el padre de la madre
 7 la madre de la madre

(Cuarta Generación)
8 el padre del padre del padre
9 la madre del padre del padre
10 el padre de la madre del padre
11 la madre de la madre del padre
12 el padre del padre de la madre
13 la madre del padre de la madre
14 el padre de la madre de la madre
15 la madre de la madre de la madre
```

### Ahnentafel con generación
Para fácilmente tener la generación declarada para la persona en cuestión, el sistema de numeración Ahnentafel puede ser precedido con las generaciones respectivas, por ejemplo (en una alternativa más legible):
```
(Primera generación)
 1-1 (01-001)  Persona en cuestión

(Segunda generación)
 2-2 (02-002) Padre
 2-3 (02-003) Madre

(Tercera generación)
 3-4 (03-004) el padre del padre
 3-5 (03-005) la madre del padre
 3-6 (03-006) el padre de la madre
 3-7 (03-007) la madre de la madre

(Cuarta generación)
 4-8 (04-008) el padre del padre del padre
 4-9 (04-009) la madre del padre del padre
 4-10 (04-010) el padre de la madre del padre
 4-11 (04-011) la madre de la madre del padre
 4-12 (04-012) el padre del padre de la madre
 4-13 (04-013) la madre del padre de la madre
 4-14 (04-014) el padre de la madre de la madre
 4-15 (04-015) la madre de la madre de la madre
```

La utilidad de este método queda clara cuando se aplica a las generaciones más antiguas, por ejemplo 08-146 es un antepasado masculino precediendo la persona en cuestión por 7 (8 menos 1) generaciones. Este antepasado era el padre  de una mujer (146/2=73) (en la línea de genealogía de la persona en cuestión), quien era la madre  de un hombre (73/2=36(.5)), y siguiendo la ascendencia, el padre de un hombre (36/2=18), padre de una mujer (18/2=9), madre de un hombre (9/2=4(.5)), padre del padre de la persona en cuestión (4/2=2). De ahí, 08-146 es el padre de la madre del padre del padre de la madre del padre del padre de la persona en cuestión.

## Sistemas de numeración descendiente

### Sistema de registro
El sistema de registro utiliza ambos números árabigos (1, 2, 3, 4) tal como números romanos (i, ii, iii, iv). El sistema está organizado por generación, i.e., cada generación queda agrupada por separado.
El sistema fue creado en 1870 para uso en la New England Historic and Genealogical Register publicado por la Sociedad Genealógica Histórica de Nueva Inglaterra en Boston, Massachusetts. Estilo de registro, del cual el sistema de numeración es parte, es uno de dos estilos importantes utilizados en los EE. UU. para compilar genealogías descendientes. (El otro siendo el Sistema NGSQ.)
```
      (Generación Uno) 
1 Progenitor
     2     i  Hijo
          ii  Hija (sin progenie)
         iii  Hijo (sin progenie)
     3    iv  Hija
```

```
      (Generación Dos)
2 Hijo
           i  Nieto (sin progenie)
          ii  Nieta (sin progenie)
3 Hija
     4     i  Nieto
```

```
      (Generación Tres)
4 Nieto
     5     i  Bisnieto
          ii  Bisnieta (sin progenie)
     6   iii  Bisnieto
     7    iv  Bisnieta
```

### Sístema NGSQ
El nombre del sístema NGSQ proviene de la revista National Genealogical Society Quarterly publicada por la Sociedad Genealógica Nacional con sede en Arlington, Virginia. La revista utiliza el método en sus artículos.  En ocasiones se le llama el "Sistema récord" o el "Sistema de registro modificado" porque  deriva del Sistema de Registro. La diferencia más significativa entre el NGSQ y el sistema de registro es en el método de numerar para hijos el cual no se propaga a generaciones futuras: El sistema NGSQ asigna un número a cada hijo, sin importar si el hijo tiene progiene, en contrasto al sistema de registro. Otras diferencias entre los dos sistemas son en la mayor parte estilísticos.
```
      (Generación Uno) 
1 Progenitor
  +  2     i  Hijo
     3    ii  Hija (sin progenie)
     4   iii  Hijo (sin progenie)
  +  5    iv  Hija
```

```
      (Generación Dos)
2 Hijo
     6     i  Nieto (sin progenie)
     7    ii  Nieta (sin progenie)
5 Hija
  +  8     i  Nieto
```

```
      (Generación Tres)
8 Nieto
  +  9     i  Bisnieto
    10    ii  Bisnieta (sin progenie)
  + 11   iii  Bisnieto
  + 12    iv  Bisnieta
```